# دریاسالار فرانسه
دریاسالار (امیرالبحر) فرانسه (فرانسوی: Amiral de France‎) یک عنوان افتخاری در دولت فرانسه است. این درجه معادل با درجه مارشال فرانسه در نیروی دریایی فرانسه است و دارنده آن یکی امرای نظامی ارشد خدمتگذار به تاج و تخت (پادشاهی) فرانسه بود.

## تاریخچه
این عنوان در سال ۱۲۷۰ توسط لویی نهم پادشاه فرانسه و در دوران جنگ صلیبی هشتم ایجاد شد.

## دریاسالاران
- فلورانت دو وارن،  ۱۲۷۰ – اولین دریاسالار فرانسه
- اووگ کیقه،  ۱۳۳۵–۱۳۴۰[۱]
- لوئیس دو لاسردا، شاهزاده خرم،  ۱۳۴۱
- روبر دو براکمون،  ۱۴۱۷–۱۴۱۸

### دوران انقلاب کبیر فرانسه و پسا-انقلاب
- شارل آنری اکتور،  ۱۷۹۲ (جمهوری اول)
- ژواکیم مورا،  ۱۸۰۵ –۱۸۱۴ (امپراطوری اول)
- لوئی آنتوان، دوک آنگولم، ۱۸۱۴–۱۸۳۰ (بازگشت پادشاهی بوربون‌ها)

## Sources
- B. Barbiche, Les institutions de la monarchie française à l'époque moderne, Presses universitaires de France, 1999.
- Musée national de Versailles Galeries historiques du Palais de Versailles, book 7, Imprimerie royale, 1842.
- Philippe Le Bas, France dictionnaire encyclopedique, tome 1, A-AZ, 1810.
- Le Roux, Nicolas (2000). La Faveur du Roi: Mignons et Courtisans au Temps des Derniers Valois. Champ Vallon.